# Philippe Gilbert
Philippe Gilbert (Verviers, 5 luglio 1982) è un ex ciclista su strada belga.
Professionista dal 2003 al 2022, aveva doti da scattista ed era uno specialista delle classiche.
In carriera ha vinto quattro delle cinque classiche monumento: un'edizione del Giro delle Fiandre (nel 2017), una della Parigi-Roubaix (nel 2019), una della Liegi-Bastogne-Liegi (nel 2011) e due del Giro di Lombardia (nel 2009 e nel 2010); a ciò si sommano numerosi successe in altre classiche del calendario internazionale oltre a tre vittorie di tappa al Giro d'Italia, una al Tour de France e sette alla Vuelta a España, mentre con la Nazionale si è laureato campione del mondo 2012.

## Carriera

### I primi anni

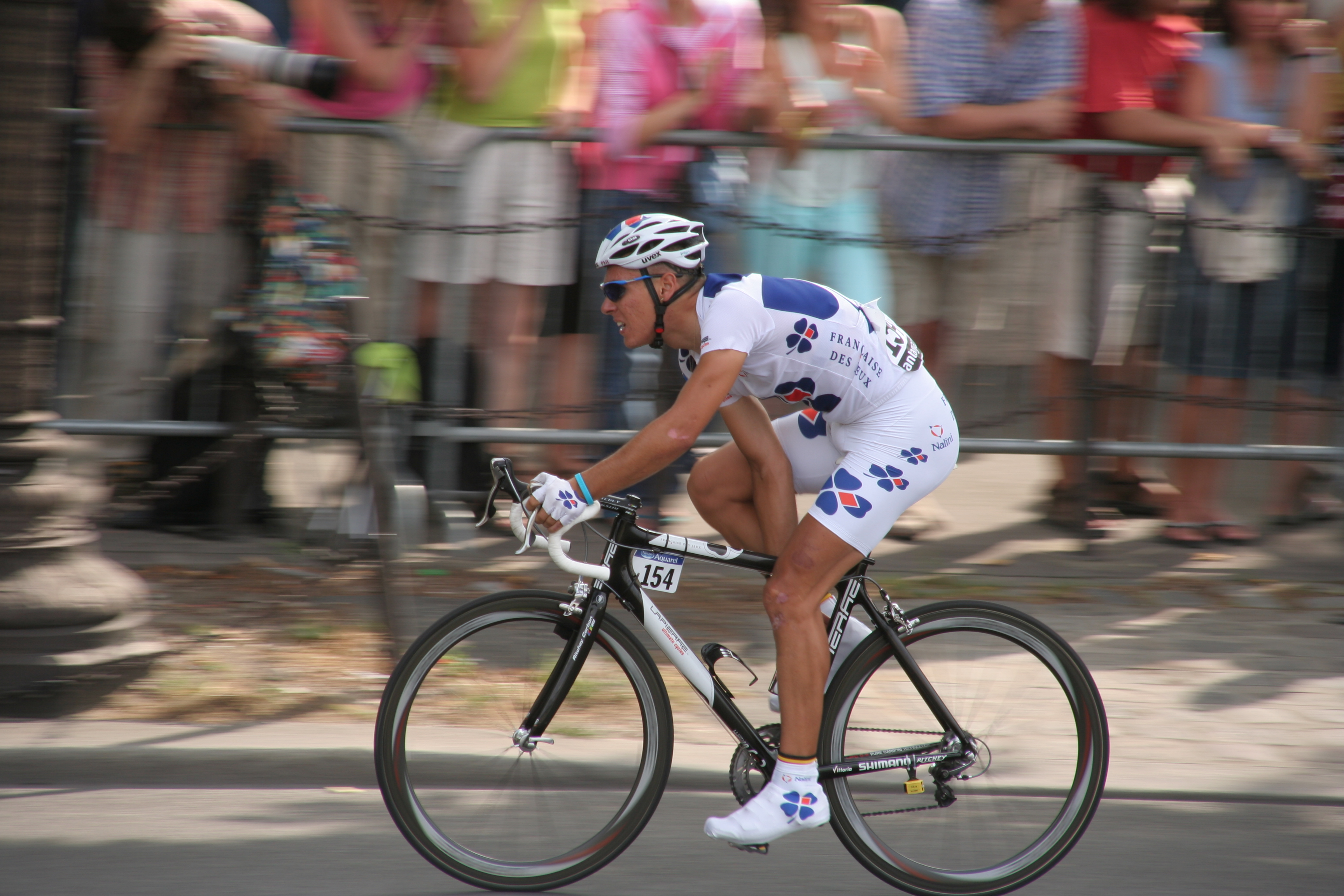
Gilbert in maglia Française des Jeux nel 2006

Nato nella cittadina di Verviers, nella regione del Vallone, discendente da una famiglia di ciclisti, inizia a gareggiare appena adolescente ottenendo buoni risultati nei circuiti provinciali delle Ardenne. Notato giovanissimo da Dirk De Wolf, direttore sportivo già attivo come ciclista tra gli anni 1980 e 1990, Gilbert lascia gli studi in agraria per dedicarsi esclusivamente alla bicicletta e alle corse.
Passa professionista nel 2003 con la Française des Jeux (all'epoca fdjeux.com): la prima vittoria nella massima categoria giunge nel gennaio 2004, in una tappa del Tour Down Under in Australia. Nel 2005 fa suoi il Trophée des Grimpeurs e le tappe al Tour Méditerranéen e alla Quattro Giorni di Dunkerque, mentre nel 2006, oltre ad una frazione al Giro del Delfinato, conquista l'Omloop Het Volk, importante classica delle Fiandre Orientali, e il Grand Prix de Fourmies nel dipartimento Nord francese. Il suo 2007 è invece meno brillante: dopo essersi operato in gennaio per l'asportazione di un melanoma, nel corso della stagione non va infatti oltre qualche piazzamento e una vittoria di tappa al Tour du Limousin.

### 2008-2009: le due Parigi-Tours e il Giro di Lombardia

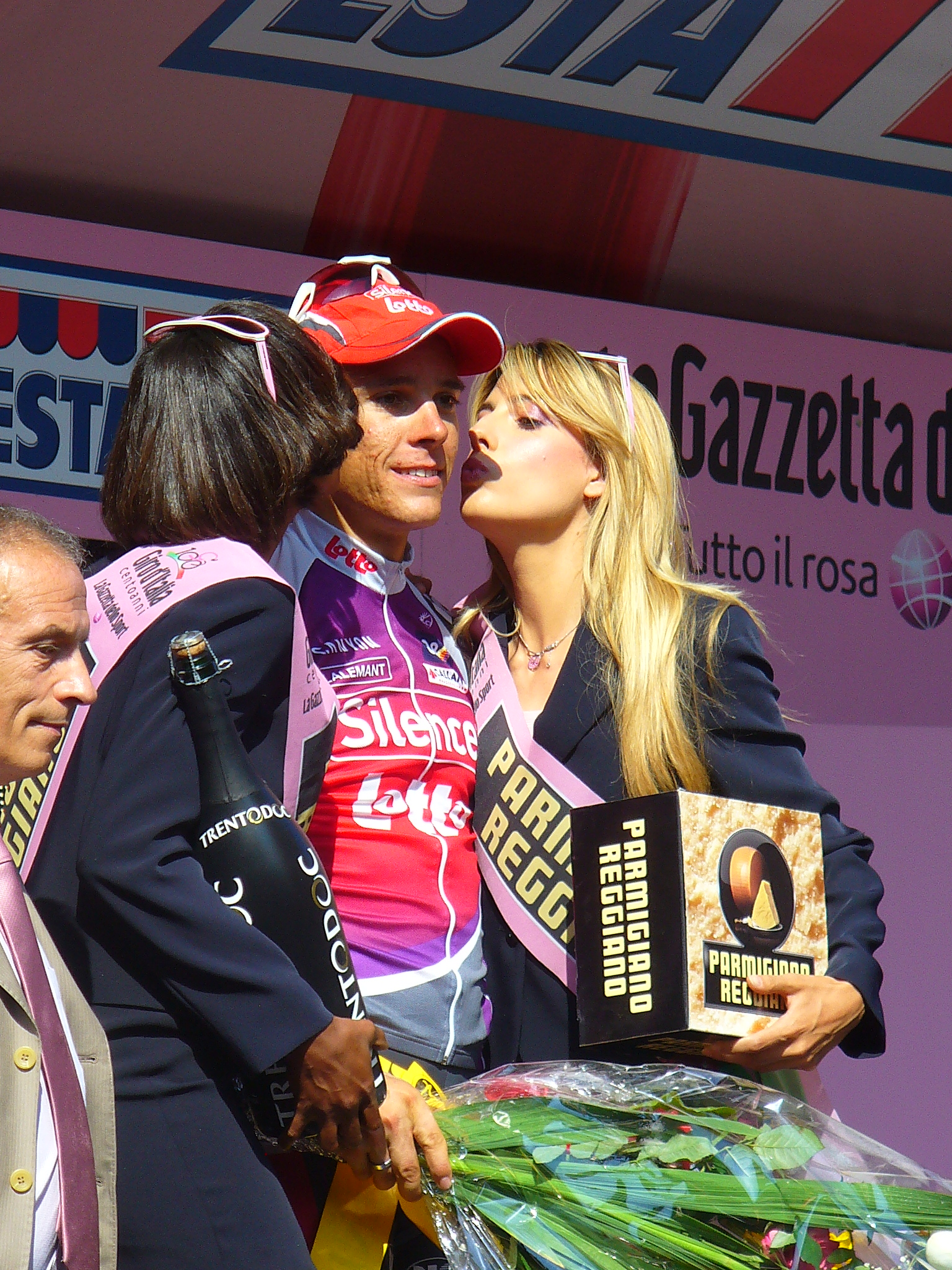
Gilbert sul palco delle premiazioni al termine della Napoli-Anagni del Giro d'Italia 2009

Apre quindi il 2008 con quattro successi in due mesi (Trofeo Mallorca, Trofeo Sóller, Omloop Het Volk e Le Samyn) e con il terzo posto alla Milano-Sanremo. In giugno, poi, dopo l'incontro con il team manager della Silence-Lotto Marc Sergeant e la firma di una dichiarazione d'intenti, viene ufficializzato il suo passaggio alla squadra belga a partire dalla stagione 2009. In ottobre ottiene la sua prima vittoria di grande prestigio, aggiudicandosi l'ultracentenaria Parigi-Tours: nell'occasione prevale in volata sui tre battistrada che aveva ripreso tutto solo a 4 km dal traguardo.
Alle "classiche di primavera" del 2009 si mette ottimamente in mostra (terzo al Giro delle Fiandre, quarto all'Amstel Gold Race e alla Liegi-Bastogne-Liegi) prima dell'importante successo in solitaria al Giro d'Italia, quando conquista la ventesima tappa da Napoli ad Anagni. Un mese dopo primeggia nella penultima tappa dello Ster Elektrotoer, vincendo anche la classifica generale della corsa a tappe olandese. In settembre partecipa alla prova in linea dei campionati del mondo di Mendrisio concludendola in sesta posizione.
Altre vittorie arrivano in ottobre alla Coppa Sabatini e soprattutto alla Parigi-Tours: qui, bissando il successo dell'anno precedente, regola in volata sulla storica Avenue de Grammont il fiammingo compagno di fuga Tom Boonen, riscattando così il secondo posto al campionato belga ottenuto proprio alle spalle del fiammingo. Nella settimana seguente fa sue anche Gran Piemonte e Giro di Lombardia, riuscendo nell'impresa di vincere quattro corse su quattro in dieci giorni. Poche ore dopo l'ultimo trionfo gli viene conferito il Trofeo Flandrien (assegnato dal quotidiano Het Nieuwsblad e dalla rete tv Één) come miglior ciclista belga dell'anno; successivamente viene anche nominato miglior sportivo belga dell'anno.

### 2010: l'Amstel Gold Race e il secondo Lombardia
Il 2010 di Gilbert si apre con due piazzamenti nelle classiche del pavé fiamminghe: terzo sia alla Gand-Wevelgem che al Giro delle Fiandre. Ad aprile è protagonista sulle strade dell'Amstel Gold Race, gara di apertura della cosiddetta "settimana delle Ardenne": rintuzza gli attacchi, insegue, scatta in prima persona e infine, sull'ascesa finale del Cauberg, stacca tutti gli avversari a 350 metri dall'arrivo riconsegnando al Belgio la vittoria in terra olandese sedici anni dopo Johan Museeuw. Solo alcuni giorni dopo è sesto alla Freccia Vallone e terzo alla Liegi-Bastogne-Liegi.
In settembre partecipa alla Vuelta a España ottenendo due successi di tappa: nella terza con arrivo a Malaga, conquistando anche la maglia rossa di leader che manterrà per cinque giorni, e nella diciannovesima vincendo davanti allo statunitense Tyler Farrar a Toledo. Si presenta in gran forma per la prova iridata dei campionati del mondo di Geelong: sulla penultima salita dell'ultimo giro scatta facendo il vuoto dietro di sé, acquisendo un buon margine di vantaggio; tuttavia il vento, contrario negli ultimi 5 km, fa naufragare la sua azione solitaria ai 2 000 m dal traguardo: chiuderà ultimo del gruppo di testa, con lo sprint che vedrà la vittoria del norvegese Thor Hushovd.

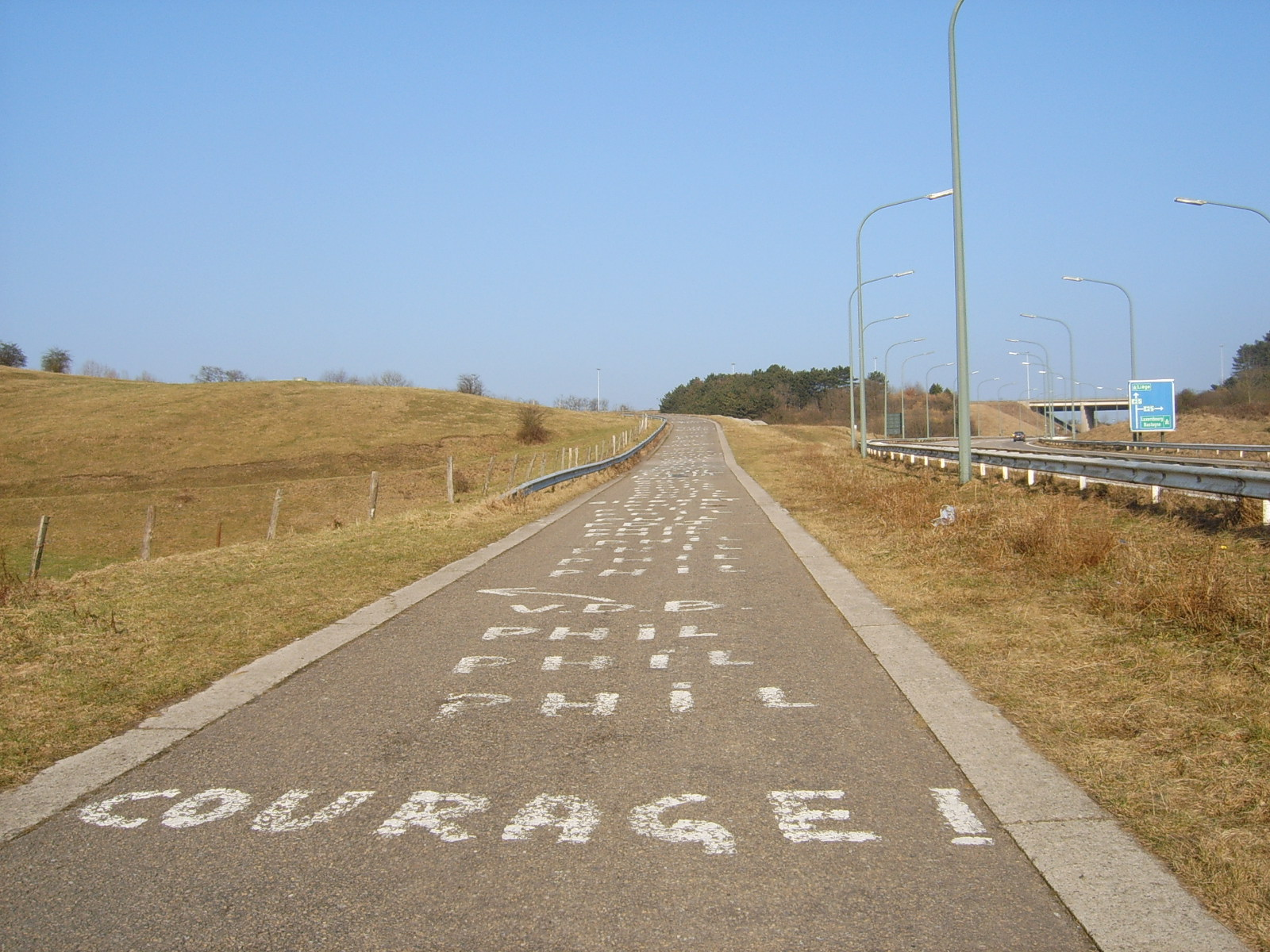
Incoraggiamenti a Gilbert (Phil) sulla Côte de La Redoute (Liegi-Bastogne-Liegi) presso Remouchamps

Il 14 ottobre, a Cherasco, fa suo per il secondo anno consecutivo il Gran Piemonte con un'azione sull'ultima salita a meno 800 m dall'arrivo; due giorni dopo fa il bis anche nel Giro di Lombardia aggiudicandosi la 104ª edizione della corsa. Nella stessa giornata, come già accaduto l'anno precedente, riceve il Trofeo Flandrien quale miglior ciclista belga dell'anno e verrà inoltre eletto sportivo belga dell'anno. Chiude l'annata al terzo posto del calendario mondiale UCI (diventerà secondo dopo la squalifica dello spagnolo Alberto Contador, che lo precedeva).

### 2011: nella leggenda, la tripletta delle Ardenne
Inizia il 2011 con la vittoria nella prima tappa del Volta ao Algarve e in Piazza del Campo, a Siena, nella quinta edizione della Strade Bianche, precedendo gli italiani Alessandro Ballan e Damiano Cunego; a seguire si aggiudica la tappa di Castelraimondo alla Tirreno-Adriatico e si classifica terzo alla Milano-Sanremo.

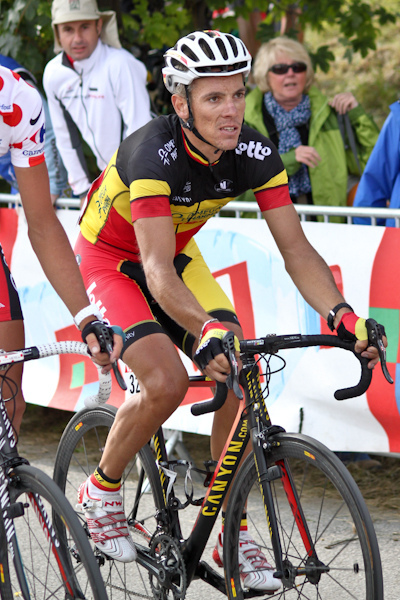
Gilbert in un momento del Tour de France 2011

In aprile, dopo il nono posto al Giro delle Fiandre, vince, nell'arco di sette giorni, la Freccia del Brabante, l'Amstel Gold Race — secondo trionfo dopo quello del 2010 — e la Freccia Vallone. Domenica 24 aprile ottiene quindi il successo più prestigioso aggiudicandosi la Liegi-Bastogne-Liegi, la corsa di casa (è vallone) e da sempre suo primario obiettivo. Iscrivendo il proprio nome nell'albo d'oro della "Decana", Gilbert consegue la quarta vittoria consecutiva su quattro gare — unico corridore nella storia a centrare il poker —, come già riuscitogli in chiusura dell'anno precedente, e completa al contempo la tripletta delle classiche delle Ardenne, primo belga a riuscirvi (in precedenza, nel 2004, vi era riuscito l'italiano Davide Rebellin).
In giugno, dopo un terzo (2007) e tre secondi posti (2006, 2009, 2010), si laurea campione nazionale in linea. Comincia bene anche il Tour de France, vincendo la prima tappa e conquistando la prima maglia gialla della 98ª Grande Boucle. Non riesce a difendere la maglia nella cronosquadre del secondo giorno — il primato passa a Hushovd — ma ottiene comunque due secondi posti nella quinta e nell'ottava tappa, e il terzo posto finale nella graduatoria a punti. Sei giorni dopo la conclusione del Tour torna al successo vincendo anche la Classica di San Sebastián. Nel mese d'agosto arrivano un successo di tappa all'Eneco Tour, concluso in seconda posizione finale, e la vittoria nel campionato belga a cronometro, bis dopo il titolo nella corsa in linea; in settembre invece si aggiudica il Grand Prix Cycliste de Québec e il Grand Prix de Wallonie. Al termine della stagione, conclusa con diciotto vittorie all'attivo, e la vittoria con ampio margine della classifica dell'UCI World Tour, viene insignito del prestigioso Vélo d'Or.

### 2012: il passaggio alla BMC e il titolo mondiale

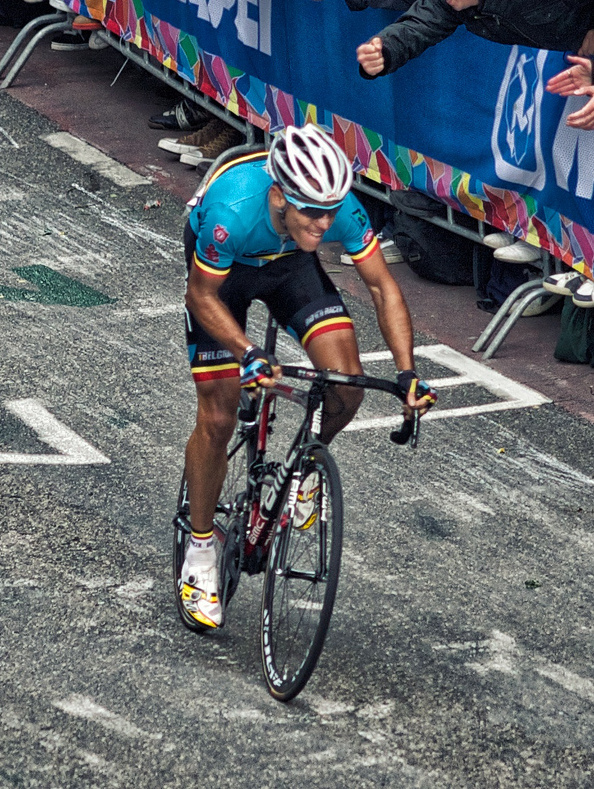
Gilbert mentre sferra l'attacco decisivo sul Cauberg al campionato del mondo 2012

Per la stagione 2012 si trasferisce tra le file della squadra statunitense BMC Racing Team, capitanata dall'australiano Cadel Evans, dopo aver firmato un pre-contratto nell'agosto precedente. In primavera Gilbert, a differenza della stagione precedente, non ottiene alcun successo: conclude sesto all'Amstel Gold Race, terzo alla Freccia Vallone e sedicesimo alla Liegi-Bastogne-Liegi. Nel prosieguo di stagione partecipa quindi al Tour de France, con due quarti posti di tappa, alle prove in linea e a cronometro dei Giochi olimpici di Londra e ai campionati belgi a cronometro, dove chiude terzo. Il 26 agosto ottiene la prima vittoria stagionale, imponendosi nella nona tappa della Vuelta a España, quella con arrivo a Barcellona; si ripete nella stessa corsa dodici giorni dopo, aggiudicandosi anche la frazione con traguardo a La Lastrilla.
In settembre partecipa ai campionati del mondo nel Limburgo, classificandosi subito secondo nella cronometro a squadre con la BMC. Sette giorni dopo, il 23 settembre, è invece al via della prova in linea iridata; il percorso della gara ben si adatta alle sue caratteristiche, con l'ascesa del Cauberg prima dei 2 km finali in falsopiano che portano al traguardo di Valkenburg. Proprio il passaggio finale sul Cauberg è decisivo: a metà ascesa Gilbert attacca, mentre tentano l'inseguimento il russo Aleksandr Kolobnev, lo spagnolo Alejandro Valverde e il norvegese Edvald Boasson Hagen, ma invano: Gilbert trionfa in solitaria, diventando così il secondo vallone della storia a laurearsi campione del mondo dopo Claude Criquielion.

### 2013-2016: le altre stagioni alla BMC

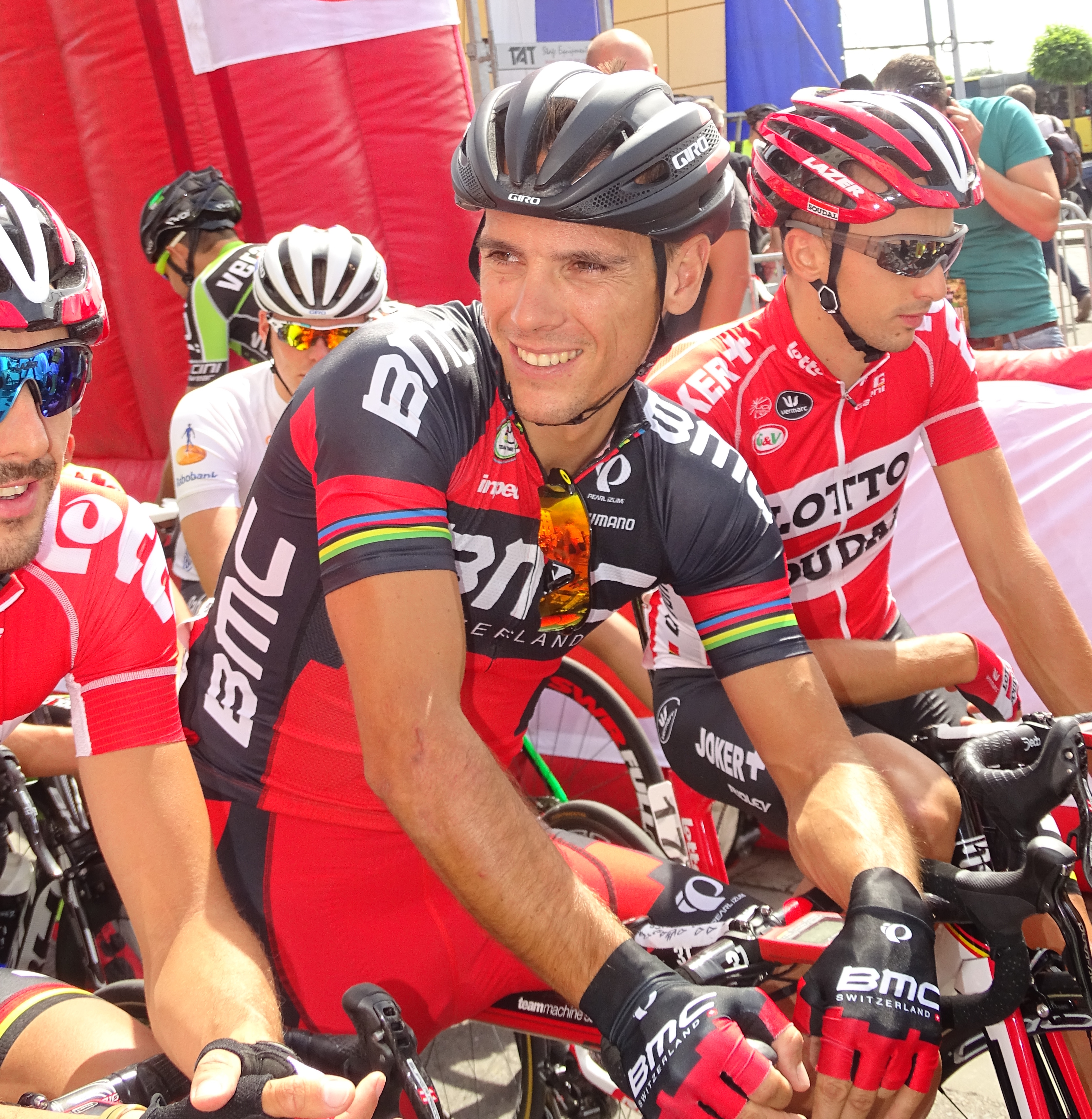
Gilbert alla partenza del Grand Prix Pino Cerami 2015, da lui vinto

Nel 2013 coglie il primo risultato di prestigio in aprile, quando arriva secondo alla Freccia del Brabante dietro allo slovacco Peter Sagan. All'Amstel Gold Race è protagonista nel finale — cerca di raggiungere il fuggitivo ceco Roman Kreuziger, poi vincitore, — piazzandosi quinto in volata; chiude poi settimo alla Liegi-Bastogne-Liegi. In maggio è terzo nella graduatoria generale del Giro del Belgio, mentre in giugno è secondo ai campionati nazionali a cronometro. Il 5 settembre vince la dodicesima tappa della Vuelta a España da Maella a Tarragona, primo successo stagionale e unico trionfo con la maglia iridata di campione del mondo, precedendo Boasson Hagen in uno sprint in leggera salita.
Apre la stagione 2014 in preparazione delle classiche delle Ardenne; ottiene la prima vittoria il 16 aprile imponendosi nella Freccia del Brabante battendo in volata l'australiano Michael Matthews e il francese Tony Gallopin, rifacendosi così del secondo posto dell'anno precedente. Quattro giorni dopo conquista la sua terza Amstel Gold Race; nell'occasione sferra l'attacco decisivo sul Cauberg, staccando tutti i principali rivali e arrivando da solo al traguardo di Valkenburg, in una vittoria fotocopia del trionfo mondiale del 2012. Dopo aver concluso al decimo posto la Freccia Vallone e all'ottavo la Liegi-Bastogne-Liegi, torna al successo nel mese di giugno vincendo due tappe e la classifica finale dello Ster ZLM Toer, aggiudicandosi così la breve corsa a tappe olandese per la terza volta in carriera. Chiude la stagione, nel mese di ottobre, conquistando una tappa e la classifica finale del Tour of Beijing, ultima prova del calendario World Tour.

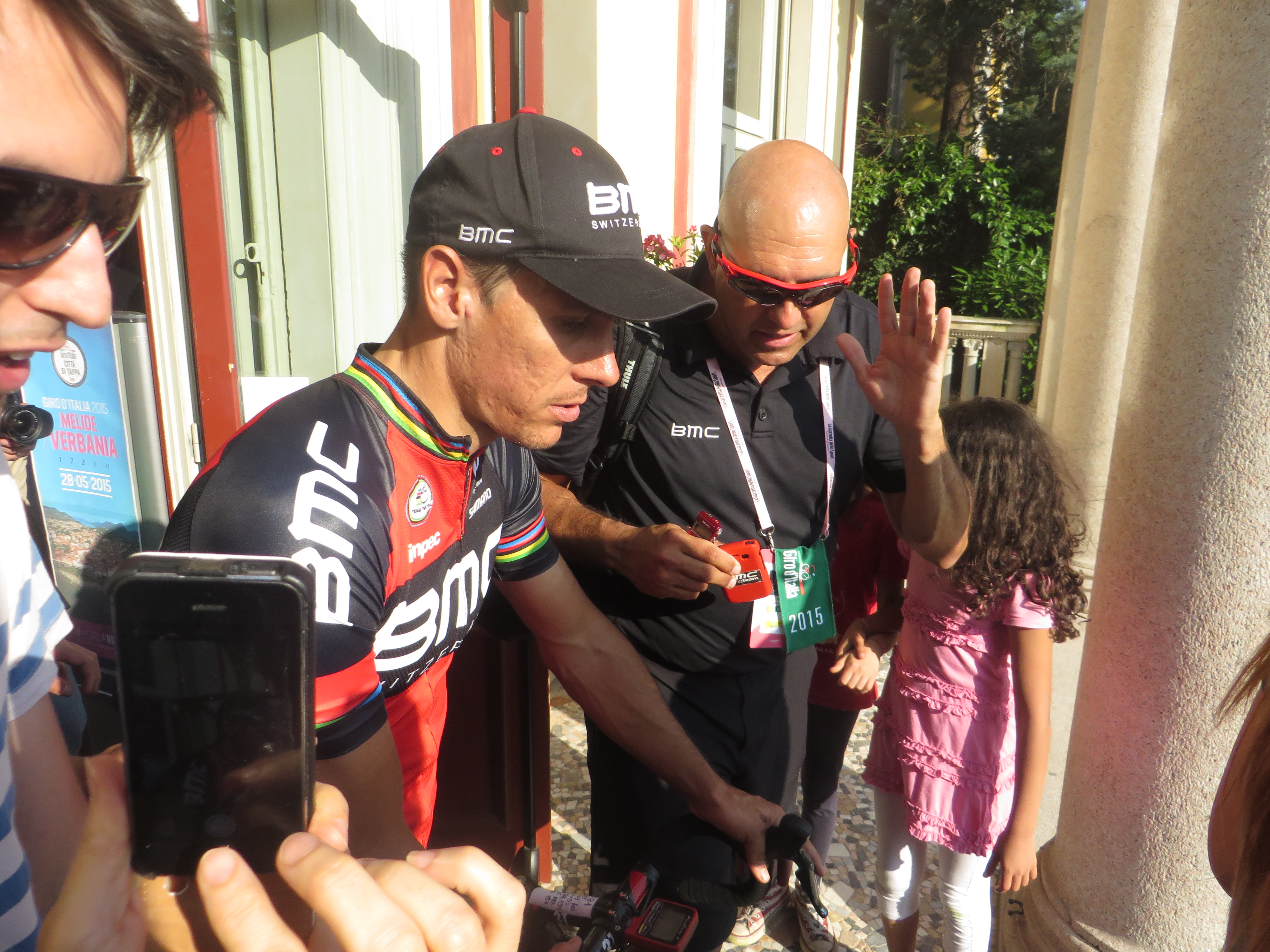
Gilbert dopo una conferenza stampa, a Verbania, del Giro d'Italia 2015

Per la stagione 2015 gli obiettivi sono ancora le classiche del Nord. Dopo aver corso, in aprile, il Giro dei Paesi Baschi come gara di preparazione, coglie un terzo posto alla Freccia del Brabante e pochi giorni dopo si classifica al decimo posto all'Amstel Gold Race, sferrando senza successo un attacco sul Cauberg, ultimo strappo della corsa olandese. Tre giorni dopo è costretto al ritiro alla Freccia Vallone a causa di una caduta; ciò gli pregiudica la prestazione alla Liegi-Bastogne-Liegi, che conclude lontano dai migliori. Successivamente partecipa, nel mese di maggio, al Giro d'Italia: dopo aver raccolto alcuni piazzamenti nelle prime tappe, si impone nella dodicesima frazione con arrivo a Vicenza, mettendo in luce le sue doti di finisseur sulle rampe del Monte Berico, distanziando di pochi secondi sul traguardo Contador e l'italiano Diego Ulissi. Si ripete anche nella diciottesima tappa quando, inseritosi nella fuga di giornata, riesce ad imporsi in solitaria sul traguardo di Verbania, dopo essersi prodigato in un'azione a 20 km dall'arrivo; per il vallone, che al termine della manifestazione si aggiudicherà anche il Premio della Combattività e il Trofeo Bonacossa, si tratta della terza vittoria di tappa nella Corsa Rosa, a distanza di sei anni dal primo trionfo. Costretto a saltare il Tour de France a causa di una microfrattura alla tibia riscontrata al Giro di Svizzera, torna al successo a fine luglio conquistando il Grand Prix Pino Cerami e una tappa al Giro di Vallonia. Dopo un secondo posto alla Classica di San Sebastián e un quarto nella classifica finale dell'Eneco Tour, chiude la stagione con alcuni piazzamenti, tra cui figura il decimo posto ai Mondiali di Richmond.
Apre il 2016 al Dubai Tour, chiuso al quinto posto. Il 13 febbraio conquista la Vuelta a Murcia, mentre nel percorso di avvicinamento alle Ardenne ottiene come migliori risultati due terzi posti in una tappa della Volta Ciclista a Catalunya e alla Volta Limburg Classic. Tuttavia all'Amstel Gold Race e alla Freccia Vallone, a causa di problemi fisici, conclude lontano dai migliori. Ad inizio giugno torna al successo vincendo la seconda e la quarta tappa al Giro del Lussemburgo, concluso al secondo posto, 9" dietro l'olandese Maurits Lammertink. Il 22 dello stesso mese ottiene la quarta e ultima vittoria stagionale, laureandosi campione nazionale in linea per la seconda volta in carriera. Concluso il Giro di Polonia in sedicesima posizione, il 6 agosto termina quarantaduesimo nella prova in linea dei Giochi Olimpici di Rio de Janeiro. Dopo l'ottavo posto all'Arctic Race of Norway, a fine agosto è al via della Vuelta a España: nella corsa iberica ottiene come miglior risultato solamente un quarto posto nella settima tappa, prima del ritiro durante la quattordicesima. Nel finale dell'annata si piazza ottavo nella prova in linea dei campionati europei di Plumelec, sesto sia alla Tre Valli Varesine sia al Gran Piemonte, e trentaquattresimo al Giro di Lombardia.

### 2017: il trasferimento alla Quick-Step e la vittoria al Fiandre

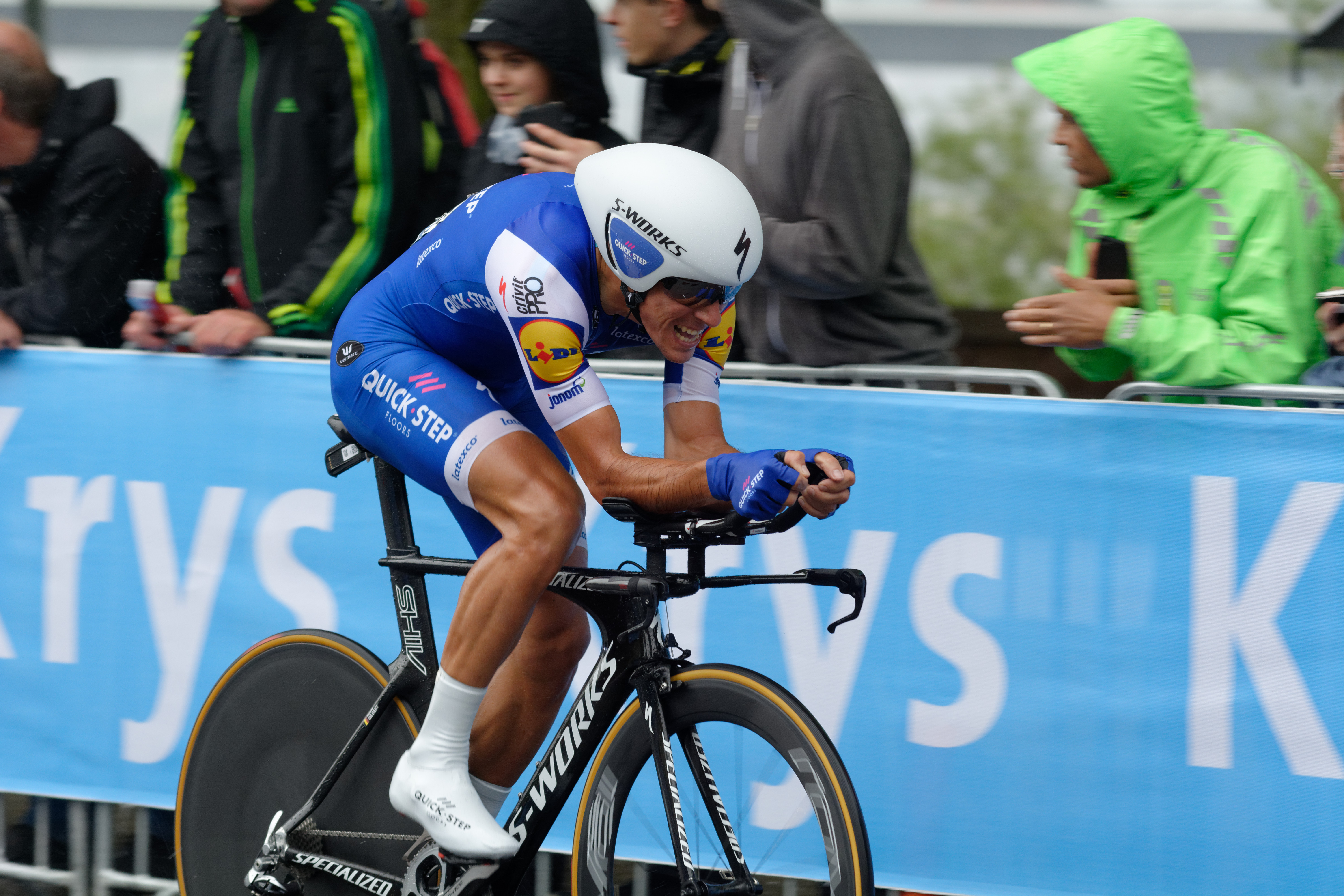
Gilbert impegnato nella cronometro d'apertura del Tour de France 2017

Dopo cinque stagioni passate tra le file del team americano, Gilbert passa alla Quick-Step Floors di Patrick Lefevere: dopo aver esordito alla Volta a la Comunitat Valenciana, incentra la preparazione per le classiche del pavé: nell'avvicinamento coglie come migliori risultati un tredicesimo posto alla Omloop Het Nieuwsblad e un quarto nella prima tappa della Parigi-Nizza, mentre è ventinovesimo alla Milano-Sanremo. Proprio nelle corse in terra belga dimostra un ottimo stato di forma, concludendo secondo sia alla Dwars door Vlaanderen, coadiuvando il compatriota vincitore e compagno di squadra Yves Lampaert, sia all'E3 Harelbeke, battuto dal connazionale Greg Van Avermaet. Alla Driedaagse De Panne-Koksijde arrivano i primi successi in stagione con la conquista della prima tappa e della classifica finale della tre giorni belga. Il 2 aprile si aggiudica la quarta "monumento" in carriera, trionfando alla 101ª edizione del Giro delle Fiandre al termine di un assolo di 55 km, precedendo sul traguardo di Oudenaarde Van Avermaet, il favorito della vigilia. In preparazione alle Ardenne conclude al quindicesimo posto la Freccia del Brabante del 12 aprile, per poi trionfare quattro giorni più tardi all'Amstel Gold Race per la quarta volta; tuttavia, in seguito ai danni riportati da una caduta occorsagli proprio durante la corsa olandese, è costretto a rinunciare a Freccia Vallone e Liegi-Bastogne-Liegi, oltre che al Giro d'Italia. Torna alle gare a fine maggio al Giro del Belgio, gara in cui palesa una buona condizione, ottenendo un secondo posto di tappa e un quarto nella generale. Ritrova il successo al Giro di Svizzera, vincendo in volata la seconda frazione. Il 1º luglio è al via del Tour de France: ottiene come miglior piazzamento un quarto posto nella quattordicesima tappa, per poi non ripartire nella sedicesima a causa di problemi fisici. Ad agosto è nono nella generale del BinckBank Tour, in cui coglie un secondo posto nell'ultima tappa; a fine settembre, dopo aver corso senza particolari acuti il Tour of Britain, è invece quarto nella cronosquadre dei campionati del mondo di Bergen e diciassettesimo nella prova in linea.

### 2018: al servizio della squadra

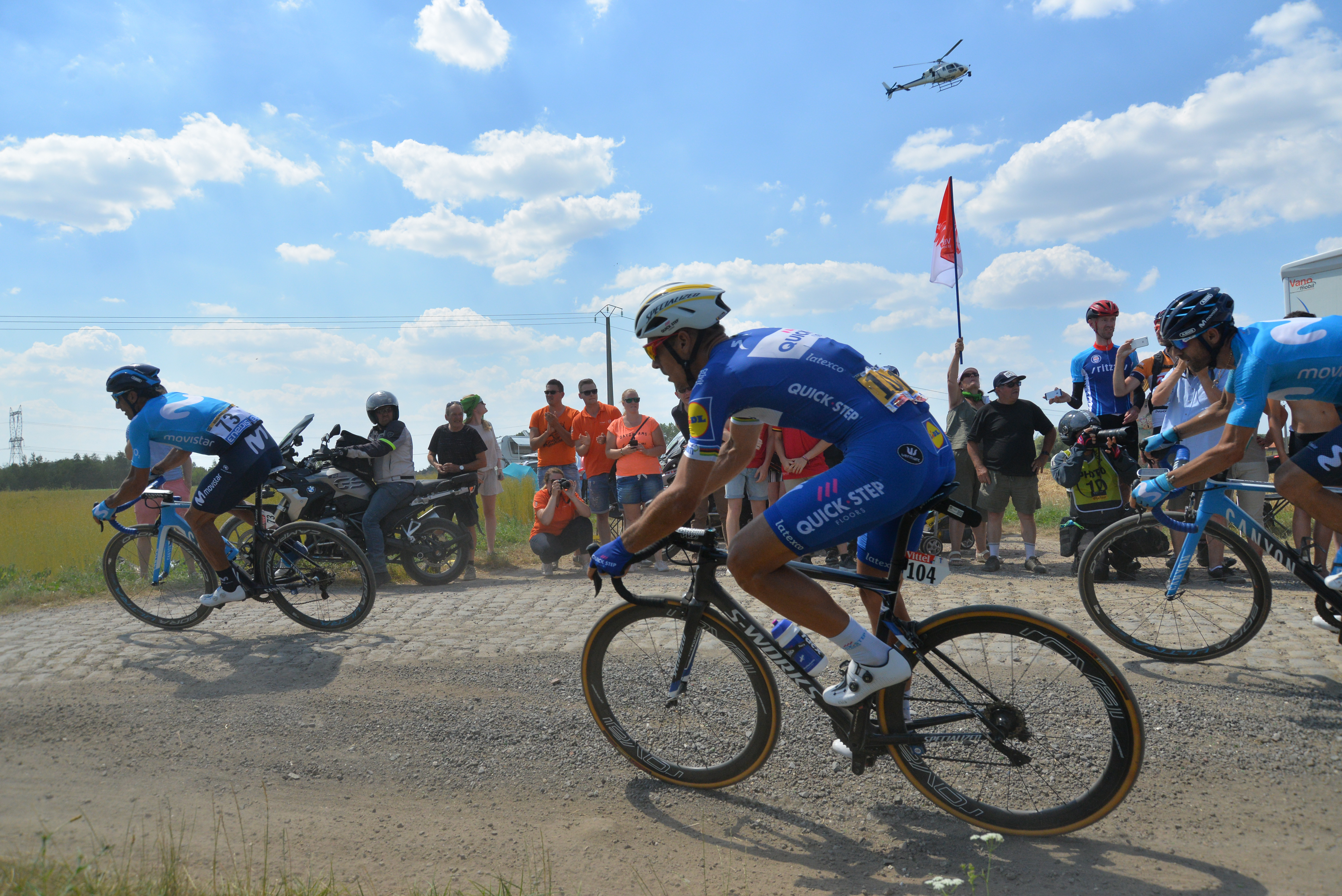
Gilbert su un tratto di pavé della nona del Tour de France 2018

Dopo il terzo posto al debutto alla Vuelta a Murcia, seguito da una Volta ao Algarve corsa senza particolari ambizioni, il vallone incentra, come l'anno passato, i propri obiettivi sulle classiche del Nord. Nella prima gara sulle pietre della Omloop Het Nieuwsblad coglie subito un quinto posto, seguito da un secondo a Le Samyn: già durante queste prime uscite così come in tutte le altre classiche del pavé, Gilbert si mette al servizio dei suoi compagni della Quick-Step, permettendogli di ottenere, grazie a un corale gioco di squadra, numerose vittorie. In seguito a una Tirreno-Adriatico corsa come preparazione, è ancora secondo nella E3 Harelbeke e terzo al Giro delle Fiandre, entrambi vinti dal compagno di squadra Niki Terpstra, risultando fondamentale per i successi dell'olandese. Quindicesimo alla Parigi-Roubaix, si presenta al via anche delle classiche delle Ardenne: tredicesimo all'Amstel Gold Race, ventiquattresimo alla Freccia Vallone e trentunesimo alla Liegi-Bastogne-Liegi, corre nuovamente in appoggio ai capitani designati, il francese Julian Alaphilippe e il lussemburghese Bob Jungels, vincitori rispettivamente di Freccia e Liegi. Dopo un'intensa prima parte di stagione, torna alle competizioni circa due mesi più tardi al Giro di Svizzera, senza risultati. Il 24 giugno è secondo anche al campionato nazionale, risultando nuovamente decisivo per il successo del compagno di team Lampaert. Il 7 luglio è quindi ai nastri di partenza del Tour de France: durante la sua nona Grande Boucle ottiene come migliori risultati un terzo e un quarto posto nella quinta e nella nona tappa, prima di ritirarsi al termine della sedicesima frazione a causa dei postumi di una rovinosa caduta nella discesa del Portet-d'Aspet. Fratturatosi la rotula del ginocchio sinistro, è costretto a una pausa forzata che termina il 23 settembre, quando, al rientro, vince il Grand Prix d'Isbergues, ottenendo la sua prima e unica vittoria stagionale. Nelle ultime gare del calendario è quindicesimo alla Binche-Chimay-Binche e ottavo alla Parigi-Tours, concludendo l'annata con il dodicesimo posto nella classifica finale del Tour of Guangxi di metà ottobre.

## Palmarès

### Strada
- 2000 (Juniores)

Classifica generale Internationale Oberösterreich-Junioren rundfahrt
- 2001 (Under-23)

Trofee van Haspengouw
1ª tappa Linz-Passau-Budweis (České Budějovice > Bad Leonfelden)
Classifica generale Linz-Passau-Budweis
- 2002 (Under-23)

6ª tappa Tour du Loir-et-Cher (Blois Ville > Blois Ville)
3ª tappa Triptyque Ardennais (Malmedy > Malmedy)
Classifica generale Triptyque Ardennais
Romsée-Stavelot-Romsée
1ª tappa Triptyque des Barrages (Tarcienne > Tarcienne)
- 2003 (fdjeux.com)

9ª tappa Tour de l'Avenir (Rousset-sur-Arc > Solliès-Ville)
- 2004 (fdjeux.com, due vittorie)

3ª tappa Tour Down Under (Goolwa > Victor Harbor)
Classifica generale Parigi-Corrèze
- 2005 (Française des Jeux, cinque vittorie)

2ª tappa Tour Méditerranéen (Villeneuve-Loubet > Bormes-les-Mimosas)
Tour du Haut-Var
Trophée des Grimpeurs
2ª tappa Quattro Giorni di Dunkerque (Marcq-en-Barœul > Lens)
La Poly Normande
- 2006 (Française des Jeux, cinque vittorie)

Omloop Het Volk
2ª tappa Giro del Delfinato (Bourgoin-Jallieu > Saint-Galmier)
7ª tappa Eneco Tour (Ans > Ans)
Grand Prix de Fourmies
Grand Prix de Wallonie
- 2007 (Française des Jeux, una vittoria)

1ª tappa Tour du Limousin (Limoges > La Souterraine)
- 2008 (Française des Jeux, cinque vittorie)

Trofeo Mallorca
Trofeo Sóller
Omloop Het Volk
Le Samyn
Parigi-Tours
- 2009 (Silence-Lotto, sette vittorie)

20ª tappa Giro d'Italia (Napoli > Anagni)
4ª tappa Ster Elektrotoer (Verviers > La Gileppe)
Classifica generale Ster Elektrotoer
Coppa Sabatini
Parigi-Tours
Gran Piemonte
Giro di Lombardia
- 2010 (Omega Pharma-Lotto, sei vittorie)

Amstel Gold Race
1ª tappa Giro del Belgio (Eeklo > Eeklo)
3ª tappa Vuelta a España (Marbella > Malaga)
19ª tappa Vuelta a España (Piedrahíta > Toledo)
Gran Piemonte
Giro di Lombardia
- 2011 (Omega Pharma-Lotto, diciotto vittorie)

1ª tappa Volta ao Algarve (Stadio Algarve > Albufeira)
Strade Bianche
5ª tappa Tirreno-Adriatico (Chieti > Castelraimondo)
Freccia del Brabante
Amstel Gold Race
Freccia Vallone
Liegi-Bastogne-Liegi
3ª tappa Giro del Belgio (Bertem > Eupen)
Classifica generale Giro del Belgio
4ª tappa Ster ZLM Toer (Verviers > La Gileppe)
Classifica generale Ster ZLM Toer
Campionati belgi, Prova in linea
1ª tappa Tour de France (Passage du Gois > Mont des Alouettes)
Classica di San Sebastián
3ª tappa Eneco Tour (Heers > Andenne)
Campionati belgi, Prova a cronometro
Grand Prix Cycliste de Québec
Grand Prix de Wallonie
- 2012 (BMC Racing Team, tre vittorie)

9ª tappa Vuelta a España (Andorra > Barcellona)
19ª tappa Vuelta a España (Peñafiel > La Lastrilla)
Campionati del mondo, Prova in linea
- 2013 (BMC Racing Team, una vittoria)

12ª tappa Vuelta a España (Maella > Tarragona)
- 2014 (BMC Racing Team, sette vittorie)

Freccia del Brabante
Amstel Gold Race
Prologo Ster ZLM Toer (Bladel > Bladel, cronometro)
4ª tappa Ster ZLM Toer (Verviers > La Gileppe)
Classifica generale Ster ZLM Toer
2ª tappa Tour of Beijing (Chong Li > Yan Jia Ping)
Classifica generale Tour of Beijing
- 2015 (BMC Racing Team, quattro vittorie)

12ª tappa Giro d'Italia (Imola > Vicenza/Monte Berico)
18ª tappa Giro d'Italia (Melide > Verbania)
Grand Prix Pino Cerami
3ª tappa Giro di Vallonia (Bastogne > Namur)
- 2016 (BMC Racing Team, quattro vittorie)

Vuelta a Murcia
2ª tappa Giro del Lussemburgo (Rosport > Schifflange)
4ª tappa Giro del Lussemburgo (Mersch > Lussemburgo)
Campionati belgi, Prova in linea
- 2017 (Quick-Step Floors, cinque vittorie)

1ª tappa Driedaagse De Panne-Koksijde (De Panne > Zottegem)
Classifica generale Driedaagse De Panne-Koksijde
Giro delle Fiandre
Amstel Gold Race
2ª tappa Giro di Svizzera (Cham > Cham)
- 2018 (Quick-Step Floors, una vittoria)

Grand Prix d'Isbergues
- 2019 (Deceuninck-Quick-Step, quattro vittorie)

3ª tappa Tour de la Provence (Aubagne > Circuito Paul Ricard)
Parigi-Roubaix
12ª tappa Vuelta a España (Circuito di Navarra > Bilbao)
17ª tappa Vuelta a España (Aranda de Duero > Guadalajara)
- 2022 (Lotto Soudal, due vittorie)

3ª tappa Quattro Giorni di Dunkerque (Péronne > Mont-Saint-Éloi)
Classifica generale Quattro Giorni di Dunkerque

#### Altri successi
- 2002 (Under-23)

Classifica giovani Tour du Loir-et-Cher
- 2003 (fdjeux.com)

Classifica a punti Tour de l'Avenir
- 2004 (fdjeux.com)

Classifica giovani Tour Down Under
Classifica giovani Parigi-Corrèze
Classifica a punti Parigi-Corrèze
- 2005 (Française des Jeux)

Classifica generale Coppa di Francia
- 2006 (Française des Jeux)

Ronde d'Aix-en-Provence
Dernycriterium Wetteren
- 2007 (Française des Jeux)

Classifica combinata Volta ao Algarve
Classifica sprint intermedi Circuit Franco-Belge
- 2008 (Française des Jeux)

Classifica scalatori Tour Down Under
Classifica scalatori Circuit de Lorraine
Classifica generale Challenge de Mallorca
Dernycriterium van Wilrijk
Dernycriterium van 's-Gravenwezel
Classifica sprint intermedi Circuit Franco-Belge
- 2009 (Silence-Lotto)

Critérium cycliste de Calais
3ª tappa Coupe Frédéric Jalton
- 2010 (Omega Pharma-Lotto)

Classifica a punti Giro del Belgio
Grand Prix José Dubois
- 2011 (Omega Pharma-Lotto)

Gullegem Koerse
Critérium cycliste de Calais
Classifica sprint intermedi Ster ZLM Toer
Criterium van Aalst
Sørlandsparken Grand Prix
Criterium van Herentals
Criterium van Kristiansand
Profronde van Lommel
Classifica generale UCI World Tour
- 2013 (BMC Racing Team)

Ronde d'Aix-en-Provence
- 2014 (BMC Racing Team)

Classifica scalatori Tour de Picardie
Classifica a punti Giro del Belgio
- 2015 (BMC Racing Team)

Classifica a punti Tour du Haut-Var
Premio della Combattività Giro d'Italia
Trofeo Bonacossa Giro d'Italia
Kortrijk Koerse
- 2016 (BMC Racing Team)

Classifica a punti Giro del Lussemburgo
Grand Prix José Dubois
- 2017 (Quick-Step Floors)

Classifica combinata Volta a la Comunitat Valenciana
Classifica sprint intermedi Driedaagse De Panne-Koksijde
Na-Tour Criterium Ninove
Critérium Guidon d'Or Hellemmois
- 2018 (Quick-Step Floors)

Classifica generale Hammer Sportzone Limburg, Prova a squadre
- 2019 (Deceuninck-Quick-Step)

Criterium van Bavikhove
Ridderronde Maastricht
- 2022 (Lotto Soudal)

Beking Monaco

### Ciclocross
- 2003 (fdjeux.com)

Bridel
- 2004 (fdjeux.com)

Bridel
Kostal

## Piazzamenti

### Grandi Giri
- Giro d'Italia

2004: 32º
2006: ritirato (12ª tappa)
2009: 97º
2015: 39º
- Tour de France

2005: 70º
2006: 108º
2007: ritirato (15ª tappa)
2008: 109º
2011: 38º
2012: 46º
2013: 62º
2017: non partito (16ª tappa)
2018: non partito (17ª tappa)
2020: non partito (2ª tappa)
2021: 99º
2022: 75º
- Vuelta a España

2007: 69º
2008: ritirato (18ª tappa)
2009: 54º
2010: 50º
2012: 59º
2013: ritirato (15ª tappa)
2014: 45º
2016: ritirato (14ª tappa)
2019: 32º

### Classiche monumento
- Milano-Sanremo

2004: 14º
2005: 6º
2006: 32º
2007: 21º
2008: 3º
2009: 23º
2010: 9º
2011: 3º
2012: 87º
2013: 32º
2014: 13º
2015: 55º
2017: 29º
2018: 75º
2019: 68º
2020: 9º
2021: 71º
2022: 144º
- Giro delle Fiandre

2006: ritirato
2007: 25º
2008: 15º
2009: 3º
2010: 3º
2011: 9º
2012: 75º
2017: vincitore
2018: 3º
2019: ritirato
- Parigi-Roubaix

2007: 52º
2018: 15º
2019: vincitore
2021: 29º
2022: 30º
- Liegi-Bastogne-Liegi

2003: ritirato
2004: 40º
2005: ritirato
2006: 38º
2007: 16º
2008: 91º
2009: 4º
2010: 3º
2011: vincitore
2012: 16º
2013: 7º
2014: 8º
2015: 36º
2018: 31º
2019: 58º
2021: 102º
2022: 45º
- Giro di Lombardia

2005: 73º
2006: ritirato
2009: vincitore
2010: vincitore
2011: 8º
2012: ritirato
2013: 20º
2014: 7º
2015: 33º
2016: 34º
2017: 27º
2019: 54º

### Competizioni mondiali
- Campionati del mondo

Plouay 2000 - In linea Juniores: 41º
Lisbona 2001 - In linea Under-23: 74º
Zolder 2002 - In linea Under-23: 9º
Hamilton 2003 - In linea Elite: ritirato
Verona 2004 - In linea Elite: ritirato
Madrid 2005 - In linea Elite: 76º
Salisburgo 2006 - In linea Elite: 92º
Stoccarda 2007 - In linea Elite: 8º
Varese 2008 - In linea Elite: 15º
Mendrisio 2009 - In linea Elite: 6º
Melbourne 2010 - In linea Elite: 18º
Copenaghen 2011 - In linea Elite: 17º
Limburgo 2012 - Cronosquadre: 2º
Limburgo 2012 - In linea Elite: vincitore
Toscana 2013 - In linea Elite: 9º
Ponferrada 2014 - In linea Elite: 7º
Richmond 2015 - In linea Elite: 10º
Bergen 2017 - Cronosquadre: 4º
Bergen 2017 - In linea Elite: 17º
Yorkshire 2019 - In linea Elite: ritirato
- Giochi olimpici

Atene 2004 - In linea: 49º
Londra 2012 - In linea: 19º
Londra 2012 - Cronometro: 17º
Rio de Janeiro 2016 - In linea: 42º
- Coppa del mondo/UCI ProTour/Calendario mondiale UCI/UCI World Tour/UCI World Ranking

Coppa del mondo 2004: 15º
UCI ProTour 2005: 98º
UCI ProTour 2006: 67º
UCI ProTour 2008: 125º
Calendario mondiale UCI 2009: 9º
Calendario mondiale UCI 2010: 2º
UCI World Tour 2011: vincitore
UCI World Tour 2012: 46º
UCI World Tour 2013: 54º
UCI World Tour 2014: 14º
UCI World Tour 2015: 29º
UCI World Ranking 2015: 12º
UCI World Tour 2016: 190º
UCI World Ranking 2016: 68º
UCI World Tour 2017: 11º
UCI World Ranking 2017: 10º
UCI World Tour 2018: 37º
UCI World Ranking 2018: 31º
UCI World Ranking 2019: 44º
UCI World Ranking 2020: 169º
UCI World Ranking 2021: 165º
UCI World Ranking 2022: 141º

### Competizioni continentali
- Campionati europei su strada

Bergamo 2002 - In linea Under-23: 52º
Plumelec 2016 - In linea Elite: 8º
Trento 2021 - In linea Elite: ritirato
- Campionati europei gravel

Belgio 2023 - Elite: 54º

## Riconoscimenti
- Sprint d'Or nel 2008[101]
- Kristallen Fiets nel 2008,[102] 2009,[103] 2010[104] e 2011[105]
- Trofeo Flandrien del quotidiano Het Nieuwsblad nel 2009,[106] 2010[34] e 2011[107]
- Trofeo AIJC dell'Associazione Internazionale dei Giornalisti di Ciclismo nel 2009[108]
- Sportivo belga dell'anno nel 2009,[109] 2010[110] e 2011[111]
- Trofeo "Mérite Sport" nel 2009[112]
- Vélo d'Or della rivista Vélo Magazine nel 2011[113]
- Mendrisio d'Oro del Velo Club Mendrisio nel 2012[114]
- Nastro giallo nel 2019[115]